# Park Mi-Young
Park Mi-Young (n. 17 noiembrie 1981, Daegu, Coreea de Sud) este o jucătoare de tenis de masă ce a reprezentat Coreea de Sud, medaliată olimpică. A participat la 2 ediții ale Jocurilor Olimpice (2008, 2012) în care a câștigat o medalie de bronz.